# Бикья
Бикья (фуру) — является бантоидным языком, на котором говорили в Камеруне. Ныне этот язык является вымершим. Язык бикья более известен по работе английского лингвиста Дэвида Долби. Эту работу он написал при помощи 87-летней африканской женщины, которая являлась последним носителем этого языка. Все записи показывают, что эта женщина была полноценным носителем языка.